# Prometheus, Deukalion und seine Rezensenten
Prometheus, Deukalion und seine Rezensenten ist ein satirisches Schauspiel in einem Akt von Heinrich Leopold Wagner, in dem er die Kritiker von Goethes Leiden des jungen Werthers in verschlüsselter Darstellung verspottet.

## Inhalt
Prometheus schickt den von ihm geschaffenen Deukalion in die Welt hinaus. Sie treffen auf einen Papagei, der Deukalion seinem Publikum präsentieren soll. Der Papagei erzählt allen, dass Deukalion ein Geschöpf des Prometheus ist, obwohl dieser darum gebeten hat, dass sein Name nicht genannt wird. Das Publikum bewundert Deukalion und der Papagei ist stolz, als ob er selbst dessen Schöpfer wäre. Kurz darauf erscheinen aber einige, die Deukalion kritisieren und in ein Streitgespräch über die Gründe ihrer Kritik geraten: Die Kritiker sind eine Gans, ein Esel, eine Eule, ein paar Frösche, ein Reiter, ein Löwe und ein Star.
Sie alle halten dann aber ehrfürchtigen Abstand, als zuerst Merkur und dann Iris die Bühne betreten. Im Gespräch zwischen Prometheus und Merkur wird auf einen vergangenen Konflikt zwischen beiden angespielt. Deukalion wird von Merkur und Iris positiver betrachtet als von den anderen Kritikern, Merkur sagt: „Ei Sieh doch! guck! das nenn ich mir Original! / So was macht Jupiter W*** nicht mal.“
Als letzter Kritiker tritt ein Orang-Utan auf, der Deukalion verbessern möchte, indem er ihm einen anderen Kopf aufsetzt. Die meisten tierischen Kritiker loben diese „Verbesserung“.
Ein Hanswurst, der schon in einem Prologus in das Stück eingeführt hat, verurteilt nun in einem Epilogus das Verhalten der Kritiker: Diese sollten weniger schwatzen und mehr denken, um nicht, gleich ihm selbst, das Narrenkostüm tragen zu müssen.

## Entschlüsselung der Figuren
Die auftretenden Figuren stehen für reale Personen, die an der Debatte um Goethes Werther teilnahmen. Für das zeitgenössische  Publikum waren sie aufgrund vieler Anspielungen leicht zu erkennen:
- Prometheus: Johann Wolfgang von Goethe, der nicht nur wegen seiner Prometheus-Hymne, sondern auch als „Schöpfer“ des Werther mit dem Menschen erschaffenden Prometheus gleichgesetzt wird.
- Deukalion (Sohn des Prometheus): Werther, als Geschöpf Goethes.
- Papagei: Goethes Verleger Christian Friedrich Weygand, der trotz anderslautender Zusagen den Roman nicht anonym, sondern unter Goethes Namen veröffentlichte.
- Gans: Johann Conrad Deinet, Herausgeber der Frankfurter gelehrte Anzeigen.
- Esel: Johann Melchior Goeze, der Werther aus moralischen und religiösen Gründen verdammte.
- Nachteule und Frösche: Matthias Claudius und die von ihm herausgegebene Zeitschrift Der Wandsbecker Bothe. Das Titelblatt der Zeitschrift trug eine Vignette mit diesen Tieren.
- Reuter: Albrecht Wittenberg, Herausgeber des Altonaer Reichs-Post-Reuter.
- Löwe: Hamburgischer Correspondent, wegen den Löwen in dessen Titelvignette.
- Starmatz: Ein Herr von Breidenbach oder Breitenbach[2], der 1775 eine Berichtigung der Geschichte des jungen Werthers veröffentlichte.
- Merkur: Die Zeitschrift Der Teutsche Merkur.
- Jupiter W***: Der Herausgeber des Teutschen Merkur, Christoph Martin Wieland. Prometheus’ Anspielung auf die „Fenster, die ich eingeschmissen“ bezieht sich auf Goethes satirische Farce Götter, Helden und Wieland.
- Iris: Iris. Vierteljahresschrift für Frauenzimmer, herausgegeben von Johann Georg Jacobi.
- Orang-Outang: Friedrich Nicolai, der mit seiner Erzählung Freuden des jungen Werthers Goethes Werther parodierte - hier dargestellt durch das Aufsetzen des falschen Kopfes auf Deukalions Körper.

## Publikationsgeschichte
Wagners Schauspiel ist Teil einer größeren öffentlichen Debatte um Goethes Debütroman Die Leiden des jungen Werther: Während Sturm- und Drang-Autoren wie Wagner Werther verteidigten, reagierten andere mit harscher Kritik auf den Roman. Wagner veröffentlichte das Stück im Februar 1775 anonym. Es wurde in Frankfurt am Main gedruckt, jedoch mit verschiedenen falschen Ortsangaben, wie etwa Berlin, Göttingen oder Weymar [sic]. Viele Leser glaubten, das Werk sei Goethes Reaktion auf die Kritiker, Goethe wollte diesen Eindruck jedoch vermeiden, auch weil er gute Beziehungen zu Herzog Carl August von Sachsen-Weimar-Eisenach anknüpfen und deshalb einen Konflikt mit dessen Hofrat und ehemaligem Lehrer Wieland vermeiden wollte. Daher machte Goethe am 9. April 1775 den wahren Autor öffentlich und versicherte, nichts von der Entstehung des Werks gewusst zu haben.

## Form
Dem Text ist als Motto ein Zitat von Matthew Prior vorangestellt, das die Freiheit des Autors und seine Missachtung gegenüber Kritikern und Zensoren ausdrückt. Das Stück selbst ist in freien Knittelversen geschrieben und reich an Anspielungen. Stellenweise werden Formulierungen aus den verspotteten Werther-Rezensionen in die Figurenrede übernommen. Anstelle der Namen, die sonst in dramatischen Texten die jeweilige Figurenrede ankündigen, stehen hier kleine Bilder des jeweiligen Wesens.